# Atractodes oribates
Atractodes oribates là một loài tò vò trong họ Ichneumonidae.